# ブラゴイ・イワノフ (格闘家)
ブラゴイ・イワノフ（ブルガリア語: Благой Иванов, ラテン文字転写: Blagoy Ivanov、1986年10月9日 - ）は、ブルガリアの男性総合格闘家。ブラゴエヴグラト州サンダンスキ出身。SKアブソリュート・ブルガリア所属。柔道黒帯。元WSOF世界ヘビー級王者。
2008年世界サンボ選手権でエメリヤーエンコ・ヒョードルに勝利したことから、「ヒョードルキラー」という異名を持つ。

## 来歴
10歳でサンボを始め、ブルガリア選手権では7連覇を果たした。
2008年11月16日、2008年世界サンボ選手権のコンバットサンボ100kg超級に出場。準決勝でエメリヤーエンコ・ヒョードルに判定勝ち。決勝でも勝利を収め、優勝を果たした。
2009年8月2日、戦極初参戦となった戦極 〜第九陣〜で藤田和之と対戦し、判定勝ち。

### WSOF
2015年6月5日、WSOF初参戦となったWSOF 21のWSOF世界ヘビー級タイトルマッチでスメリーニョ・ラマと対戦し、ギロチンチョークで一本勝ちを収め王座獲得に成功した。
2015年10月17日、WSOF 24のWSOF世界ヘビー級タイトルマッチでデリック・メイメンと対戦し、パンチラッシュでTKO勝ちを収め初防衛に成功した。
2016年6月17日、WSOF 31のWSOF世界ヘビー級タイトルマッチでジョシュ・コープランドと対戦し、3-0の判定勝ちを収め2度目の防衛に成功した。
2017年3月18日、WSOF 35のWSOF世界ヘビー級タイトルマッチでショーン・ジョーダンと対戦し、パウンドでTKO勝ちを収め3度目の防衛に成功した。

### UFC
2018年7月14日、UFC初参戦となったUFC Fight Night: dos Santos vs. Ivanovでヘビー級ランキング8位のジュニオール・ドス・サントスと対戦し、5R判定負け。
2019年6月8日、UFC 238: Cejudo vs. Moraesでヘビー級ランキング11位のタイ・トゥイバサと対戦し、判定勝ち。
2019年11月2日、UFC 244でヘビー級ランキング5位のデリック・ルイスと対戦し、1-2の判定負け。
2020年5月30日、UFC on ESPN: Woodley vs. Burnsでヘビー級ランキング13位のアウグスト・サカイと対戦し、1-2の判定負け。
2023年2月4日、UFC Fight Night: Lewis vs. Spivakでヘビー級ランキング10位のマルチン・ティブラと対戦し、0-3の判定負け。その後、UFCからリリースされた。

## 戦績
| 総合格闘技 戦績 | 総合格闘技 戦績 | 総合格闘技 戦績 | 総合格闘技 戦績 | 総合格闘技 戦績 | 総合格闘技 戦績 | 総合格闘技 戦績 |
| --------------- | --------------- | --------------- | --------------- | --------------- | --------------- | --------------- |
| 26 試合         | (T)KO           | 一本            | 判定            | その他          | 引き分け        | 無効試合        |
| 19 勝           | 6               | 6               | 7               | 0               | 0               | 1               |
| 6 敗            | 0               | 1               | 5               | 0               | 0               | 1               |

| 勝敗 | 対戦相手                       | 試合結果                             | 大会名                                                           | 開催年月日     |
| ×    | アレクサンドル・ロマノフ       | 5分3R終了 判定0-3                    | UFC on ESPN 48: Strickland vs. Magomedov                         | 2023年7月1日   |
| ×    | マルチン・ティブラ             | 5分3R終了 判定0-3                    | UFC Fight Night: Lewis vs. Spivak                                | 2023年2月4日   |
| ○    | マルコス・ホジェリオ・デ・リマ | 5分3R終了 判定3-0                    | UFC 274: Oliveira vs. Gaethje                                    | 2022年5月7日   |
| ×    | アウグスト・サカイ             | 5分3R終了 判定1-2                    | UFC on ESPN 9: Woodley vs. Burns                                 | 2020年5月30日  |
| ×    | デリック・ルイス               | 5分3R終了 判定1-2                    | UFC 244: Masvidal vs. Diaz                                       | 2019年11月2日  |
| ○    | タイ・トゥイバサ               | 5分3R終了 判定3-0                    | UFC 238: Cejudo vs. Moraes                                       | 2019年6月8日   |
| ○    | ベン・ロズウェル               | 5分3R終了 判定3-0                    | UFC Fight Night: Lewis vs. dos Santos                            | 2019年3月9日   |
| ×    | ジュニオール・ドス・サントス   | 5分5R終了 判定0-3                    | UFC Fight Night: dos Santos vs. Ivanov                           | 2018年7月14日  |
| ○    | ショーン・ジョーダン           | 1R 1:43 TKO（パウンド）              | WSOF 35: Ivanov vs. Jordan 【WSOF世界ヘビー級タイトルマッチ】    | 2017年3月18日  |
| ○    | ジョシュ・コープランド         | 5分5R終了 判定3-0                    | WSOF 31: Ivanov vs. Copeland 【WSOF世界ヘビー級タイトルマッチ】  | 2016年6月17日  |
| ○    | デリック・メイメン             | 2R 4:33 TKO（スタンドパンチ連打）    | WSOF 24: Fitch vs. Okami 【WSOF世界ヘビー級タイトルマッチ】      | 2015年10月17日 |
| ○    | スメリーニョ・ラマ             | 3R 1:17 ギロチンチョーク             | WSOF 21: Palmer vs. Horodecki 【WSOF世界ヘビー級タイトルマッチ】 | 2015年6月5日   |
| ×    | アレキサンダー・ヴォルコフ     | 2R 1:08 リアネイキッドチョーク       | Bellator 120 【ヘビー級トーナメント 決勝】                       | 2014年5月17日  |
| ○    | ラバー・ジョンソン             | 1R 4:08 キーロック                   | Bellator 116 【ヘビー級トーナメント 準決勝】                     | 2014年4月11日  |
| ○    | リッチ・ヘイル                 | 5分3R終了 判定3-0                    | Bellator 111 【ヘビー級トーナメント 1回戦】                      | 2014年3月7日   |
| ○    | キース・ベル                   | 1R 3:59 リアネイキッドチョーク       | Bellator 109                                                     | 2013年11月22日 |
| ○    | マニー・ララ                   | 1R 1:17 ギロチンチョーク             | Bellator 99                                                      | 2013年9月13日  |
| ○    | リコ・ロドリゲス               | 3R 3:33 TKO（棄権）                  | Chekhov MMA Tournament                                           | 2011年12月24日 |
| ○    | ザック・ジェンセン             | 2R 2:35 ギロチンチョーク             | Bellator 52 【ヘビー級トーナメント 1回戦】                       | 2011年10月1日  |
| ○    | ウィリアム・ペン               | 1R 2:58 TKO                          | Bellator 38                                                      | 2011年3月26日  |
| ○    | スヴェトスラフ・ザハリエフ     | 1R 3:33 リアネイキッドチョーク       | RPC 9: Collision                                                 | 2010年10月9日  |
| ○    | 藤田和之                       | 5分3R終了 判定2-1                    | 戦極 〜第九陣〜                                                  | 2009年8月2日   |
| －   | イリル・ラティフィ             | 1R 0:55 ノーコンテスト（リング崩壊） | Real Pain Challenge 2                                            | 2008年5月17日  |
| ○    | ヤンホ・ディミトロフ           | 1R 2:30 TKO（パンチ連打）            | Real Pain Challenge 1                                            | 2008年3月9日   |
| ○    | カメン・ジョージエフ           | 1R終了時 TKO（コーナーストップ）     | Fitness Mania                                                    | 2007年10月13日 |

## 獲得タイトル
- 欧州サンボ選手権 サンボ 100kg級 優勝（2007年）
- 世界サンボ選手権 コンバットサンボ 100kg超級 優勝（2008年）
- 第2代WSOF世界ヘビー級王座（2015年）

## 表彰
- サンボ スポーツマスター